# Landkreis Annaberg
Landkreis Annaberg var en Landkreis i västra delen av den tyska delstaten Sachsen med Annaberg-Buchholz som huvudort. Annaberg uppgick i Erzgebirgskreis den 1 augusti 2008. Här bor 83 706 människor. Bilarna har ANA på nummerskyltarna.

## Geografi
Landkreis Annaberg gränsar i öster till Mittlerer Erzgebirgskreis, i söder Karlovarský kraj (i Tjeckien), i väster Landkreis Aue-Schwarzenberg och i nordväst Landkreis Stollberg.
Följande städer och Gemeinden ligger i Landkreis Annaberg (invånarantal 2005):

### Städer
- Annaberg-Buchholz (23.143)
- Ehrenfriedersdorf (5.320)
- Elterlein (3.261)
- Geyer (4.124)
- Jöhstadt (3.300)
- Oberwiesenthal (2.769)
- Scheibenberg (2.378)
- Schlettau (2.727)
- Thum (5.830)

### Gemeinden
- Bärenstein (2.745)
- Crottendorf (4.675)
- Gelenau/Erzgeb. (4.804)
- Königswalde (2.407)
- Mildenau (3.783)
- Sehmatal (7.385)
- Tannenberg (1.269)
- Thermalbad Wiesenbad (3.786)

1. ↑  hämtat från: tyskspråkiga Wikipedia.[källa från Wikidata]